# سارخان بی‌لی
سارخان بی‌لی (به ترکی آذربایجانی: Sarxanbəyli) یک منطقه مسکونی در جمهوری آذربایجان است که در شهرستان صابرآباد واقع شده‌است. سارخان بی‌لی ۱۶۳۷ نفر جمعیت دارد.